# 44 Nysa
44 Nysa eller 1977 CE är en asteroid upptäckt 27 maj 1857 av den tyske astronomen H. Goldschmidt i Paris. Asteroiden har fått sitt namn efter landet Nysa inom grekisk mytologi som man är osäker på var det låg.
Den tillhör och har givit namn åt asteroidgruppen Nysa.

## Måne?
1985 rapporterar A. Cellino m.fl. med studier av ljuskurvor som grund att Nysa har en måne som har dimensionerna 50×25×25 km i omloppsbana på ett avstånd av 83 km från Nysa. Andra observationer har istället föreslagit att det rör sig om två asteroider som har kontakt med varandra. P. Tanga et al har i sina undersökningar inte bekräftat att det rör sig om två olika objekt som har kontakt med varandra utan att det rör sig om en asteroid med mycket oregelbunden form som kan likna två klot som har kontakt.